# Microsoft Train Simulator
Microsoft Train Simulator (även MSTS) är ett tågsimuleringsprogram för Microsoft Windows.

## Ursprunglig version

### Innehåll
Det ursprungliga spelet, som utvecklades av Kuju, innehåller följande linjer:
- Settle till Carlisle Railway i Storbritannien med loket the Flying Scotsman.
- Northeast Corridor i USA med Acela Express.
- Marias Pass i USA med lok och vagnar från BNSF Railway.
- Odakyu Odawara Line i Japan, med Odakyu Electric Railway.
- Hisatsu Line i Japan med Kyushu Railway Company (eller JR Kyuchu).
- Innsbruck-S:t Anton i Österrike på 1930-talet, med Orientexpressen.

Dessa ursprungliga modelleringar kritiserades av många på grund av bristande överensstämmelse med verkligheten. Men på samma sätt som med Microsoft Flight Simulator började användare att skapa och distribuera egna modeller och annat innehåll via webbplatser. Kvaliteten hos dessa tillägg är ofta bättre än hos dem som följde med spelet. Nya linjer (routes), tåg, ljud, vyer från lok och vagnar (cabviews) och andra tillägg till MSTS finns tillgängliga, antingen som freeware eller payware från olika webbplatser och företag.

### Spelets målsättning
MSTS är ett program som simulerar tåg och trafiken på de simulerade järnvägarna. Spelaren kan köra tågen längs de linjer som simuleras. Loken i spelet är diesel-elektriska, elektriska och ångdrivna. Med hjälp av tangentbordskommandon och instrumentpanelen på spelarens skärm kan spelaren direkt påverka lokets funktion. På skärmen visas utsikten från lokets förarhytt och de reglage och instrument lokföraren använder. Användaren kan även välja andra vyer, som att betrakta sitt tåg utifrån eller från andra delar av tåget. Man kan välja valfritt tågsätt, linje, tid på dygnet, årstid och väderlek (klart, regn eller snö).
En viktig ingrediens i spelet är aktiviteter (activities) som är förprogrammerade scenarion, där annan trafik på järnvägen ((AI-traffic) kan förekomma. Här försätts spelaren i en tänkt situation på en viss järnväg i ett visst tågsätt och målet är att fullgöra en viss uppgift som lokförare. Denna uppgift kan bestå i att köra ett godståg en viss sträcka och hämta och lämna av godsvagnar på specificerade ställen, eller att köra ett passagerartåg från en station till en annan (med stopp på mellanliggande stationer) och att följa en bestämd tidtabell. I båda fallen gäller det även att följa de trafikregler som gäller för den linje man kör på.

### Editor
Med MSTS medföljer även the Editors & Tools programs, vilka tillåter användaren att bygga sina egna järnvägar (med kringliggande terräng), (eller routes som de kallas i MSTS). Användarna kan även skapa aktiviteter till valfri linje, egna lok och vagnar eller redigera dem som ingår i spelet.

### Buggar
Den ursprungliga versionen av programmet innehöll en hel del buggar, till exempel problemet med att lokomotivens främre kopplingsanordning inte fungerade korrekt och vita-tomhetsbuggen som innebar att hela sceneriet kring järnvägen försvann från skärmen. Det förekom även problem med signalgivningen och den automatiska tågklareraren (AI dispatching). Men genom insatser från programmets anhängare kunde många av dessa programfel antingen lösas eller kringgås.

### Version 1.2
Senare gavs ytterligare rullande materiel ut av Microsoft. Bland dessa fanns SD40-2-lok från BNSF i USA, brittiska och Class 50-lok och passagerarvagnar, några nya amerikanska godsvagnar och en ny amerikansk bromsvagn.
Version 1.2 innehöll även några nya aktiviteter för det nya rullande materialet.

### Ytterligare innehåll
Det finns en uppsjö freeware tillgängligt för MSTS, vilken till stor del är mycket överlägsen programmet ursprungliga innehåll. Se länksektionen nedan för tips på webbplatser. Tillgång till dessa webbplatser är i allmänhet belagd med en prenumerationskostnad för att täcka webbplatsens driftskostnader.

### Kommersiella tillägg
Det finns ett flertal kommersiella tillägg till MSTS. Dessa lägger till ytterligare järnvägslinjer, aktiviteter och lokomotiv till spelet. 
Här följer en lista på några av dem:
- Severn Valley Railroad.
- West Somerset Railway.
- London-Brighton.
- Brighton-Portsmouth.
- London and South-East.
- Berlin Subway - "Mit der U-bahn durch Berlin".

### MSTS idag
Microsoft äger inte längre rättigheterna till MSTS i USA. De sålde rättigheterna till Atari år 2005 och spelet distribueras nu i USA av Atari under varumärket Value Software. Inom EU distribueras spelet nu av Empire Interactive och Ubisoft. Ubisoft distribuerar även MSTS i smärre mängder i Australien.
Många användare har skapat nya lokomotiv, vagnar och järnvägslinjer för detta spel. Det finns även åtskilliga som skriver aktiviteter. Vissa av dessa tilläggsskapare är skickliga nog för att kunna ta betalt för sitt arbete, vilket då i allmänhet håller högre kvalitet.

## Nytt ljus i tunneln - med MSTS Bin
MSTS Bin är ett nytt projekt, som syftar till att försöka förbättra vissa funktioner i MSTS (MS Train Simulator) ver. 1.1.xx. 
Det har uppstått för användarnas behov att placera MSTS "närmare verkligheten" och försöka förbättra en del funktioner, vissa delar som glömdes av KUJU.
MSTS Bin är en binär modifiering av originalprogrammet av Microsoft, som en inofficiell uppdatering eller uppgradering.
Förbättringar med MSTSBin:
- Förbättrad minneshantering, MSTS kraschar inte lika ofta.
- "Track Monitor" är avsevärt förbättrad, med visning av aktuell hastighet med decimaler (90 km/h visas som 90.0 km/h)
- i tunnlar visas nattvyn i förarhytten.
- Växla mellan hytter (och även lok i det egna tågsättet).
- Öppna dörrar på motorvagnar och personvagnar som är anpassade för MSTSBin.
- Fritt välja strömavtagare på ellok.

Många funktioner kräver dock att lok och vagnar är anpassade för just MSTSBin (vilket många av de kommersiella tilläggen inte är). Många freeware-rutter och tåg har med MSTSBin fått bra utökade funktioner.
MSTS Bin är inte ett verktyg för olaglig användning av spelet. Det är avsett för användare med licensierade spel för att förbättra funktioner och att de utvecklare som arbetat med banor, bilar och föremål förenklar vissa uppgifter. MSTSBin är utformad för att lösa några av de problem som kan uppstå under spelets gång.

## Microsoft Train Simulator 2
Microsoft Train Simulator 2 planerades och demonstrerades till och med offentligt. Uppenbarligen var dess huvudsakliga förbättring att man lagt till människor i spelet (som exempelvis passagerare som väntade vid stationerna, lokförare på de nya loken och så vidare). Men lanseringen stoppades, som detta uttalande från Microsoft bekräftar:
"Som ni vet är varje affärsenhet inom Microsoft ansvarigt för att fortlöpande utvärdera sin strategi och sina investeringar inom alla affärsområden för att uppnå operativ effektivitet. På Microsoft Game Studios (MGS) måste vi fortlöpande utvärdera vår portföljstrategi och våra investeringar för att försäkra oss om att vi uppnår våra allra viktigaste målsättningar, att skapa framgångsrika, plattformsdrivande titlar åt Windowsspelarna. Dessutom måste Microsoft Games Studio strömlinjeforma spelutvecklingsverksamheten i syfte att höja effektiviteten och kritiskt granska alla projekt under utveckling för att positionera affären och uppnå långsiktig framgång och vinst.
Microsoft Game Studios har inställt det Windowsbaserade spelet Train Simulator 2.0. Beslutet att inställa 'Train Simulator 2.0' fattades för någon tid sedan och grundades på en lång, svår och komplex översyn av våra affärsmål och produkterbjudanden. Vi behåller fokus på kategorin simuleringar genom framgångsrika, plattformsdrivande varumärken såsom Microsoft Flight Simulator. ?
Nu läggs även ACES studio ner och utvecklingen av MSTS 2 stoppas tills vidare.

## Kuju Rail Simulator
Efter beskedet att MSTS2 inställts, började det ursprungliga designteamet hos Kuju att 2005 att arbeta på en ny produkt som fick namnet Rail Simulator. Planerad att lanseras någon gång under 2006, är Kuju Rail Simulator (eller KRS) tänkt att dra nytta av de erfarenheter som finns hos den ursprungliga utvecklingsgruppen och den frodande tågsimulerings-communityn. Ett flertal större utvecklare och webbforum har arbetat tillsammans med utvecklingsgruppen på det nya spelet, för att tillförsäkra sig om att vissa av synpunkterna och klagomålen på MSTS rättas till i denna nya produkt. Kuju har brutit sitt avtal med Microsoft rörande denna titel och kommer istället att lansera det tillsammans med Electronic Arts.